# Гассан Халед
Гассан Халед (араб. غسان خالد‎) (родился 27 июля 1970 года) — палестинский юрист, профессор университета и правозащитник. Он был профессором права на юридическом факультете Вифлеемского университета и ряда других палестинских университетов. Он является практикующим профессором Национального университета Ан-Наджа и директором юридического департамента Национального университета Ан-Наджа. Он также является автором ряда исследований и исследований в области права и участвовал в разработке некоторых законов, действующих на палестинских территориях.

## Жизнь
Гассан Халед родился 27 июля 1970 года в палестинской деревне в провинции Калькилия. Он получил степень бакалавра права в московском университете Дружбы народов с 1989 по 1994 год, степень магистра коммерческого права в том же университете с 1994 по 1996 год и степень доктора коммерческого права в том же университете в 1999 году.

## Аресты

### В израильских тюрьмах
Гассан Халед был арестован 31 марта 2008 года и помещен под административный арест до даты освобождения 26 ноября 2009 года, где второй арест был через десять дней после его освобождения после первого ареста, где он был арестован 16 января 2008 года и освобожден под финансовый залог 20 марта 2008 года, во время которого он подвергался жестоким пыткам в следственных центрах в "Петах-Тикве", пытки вызвали взрыв кровеносных сосудов на коленях, что способствовало его освобождению до повторного ареста.

### Тюрьмы Палестинской администрации
В 2010 году силы Палестинской администрации арестовали ряд палестинских ученых, в том числе профессора права Гассан Халеда, и эти аресты вызвали решительное осуждение со стороны нескольких правозащитных организаций на Западном берегу. Сотрудник службы безопасности Палестинской администрации заявил в то время, что все ученые и журналисты были арестованы по подозрению в принадлежности к ХАМАСУ, а не из-за их профессии.